# Thập niên 340 TCN
Thập niên 340 TCN hay thập kỷ 340 TCN chỉ đến những năm từ 340 TCN đến 349 TCN.